# Lista szkół w Bełchatowie
W Bełchatowie znajdują się następujące szkoły:

## Przedszkola
- Przedszkole Samorządowe nr 1
- Przedszkole Samorządowe nr 2
- Integracyjne Przedszkole Samorządowe nr 3
- Przedszkole Samorządowe nr 4
- Przedszkole Samorządowe nr 5
- Przedszkole Samorządowe nr 6
- Przedszkole Samorządowe nr 7
- Przedszkole Samorządowe nr 8

## Szkoły podstawowe
W Bełchatowie istnieją następujące szkoły podstawowe:
- Szkoła Podstawowa nr 1 im. Stanisława Jachowicza
- Szkoła Podstawowa nr 3 im. Żołnierzy Polskiej Organizacji Wojskowej
- Szkoła Podstawowa nr 4 im. Stefana Żeromskiego
- Szkoła Podstawowa nr 5 im. Żołnierzy Wojska Polskiego
- Szkoła Podstawowa nr 6, mieszcząca się w Ośrodku Szkolno Wychowawczym
- Szkoła Podstawowa nr 8 im. Jana Brzechwy
- Szkoła Podstawowa nr 9 im. Aliny i Czesława Centkiewiczów
- Szkoła Podstawowa nr 12 im. Kornela Makuszyńskiego
- Szkoła Podstawowa nr 13 im. UNICEFu

inne:
- Państwowa Szkoła Muzyczna I stopnia w Bełchatowie
- Specjalny Ośrodek Szkolno-Wychowawczy

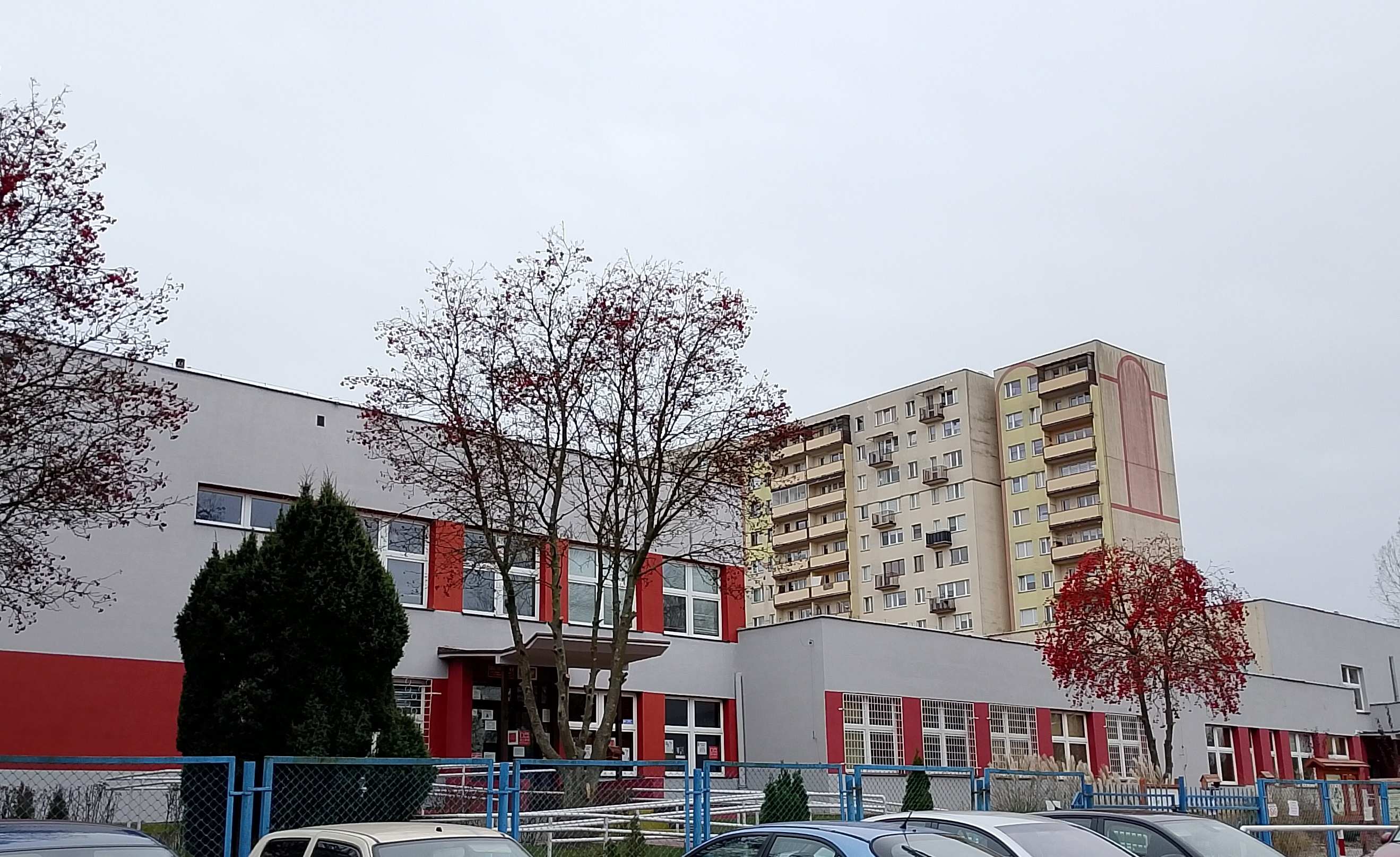
Szkoła Podstawowa nr 8 im. Jana Brzechwy w Bełchatowie (2024)

## Szkoły średnie

### Szkoły ponadpodstawowe
- I Liceum Ogólnokształcące im. Władysława Broniewskiego w Bełchatowie,
- II Liceum Ogólnokształcące im. Jana Kochanowskiego w Bełchatowie,
- III Liceum Ogólnokształcące im. Adama Mickiewicza,
- Zespół Szkół Ponadpodstawowych nr 1 im. Ludwika Czyżewskiego w Bełchatowie,
  - IV Liceum Ogólnokształcące
  - Technikum Energetyczne
  - I Branżowa Szkoła I Stopnia
- Zespół Szkół Ponadpodstawowych nr 2 im. Romualda Traugutta w Bełchatowie,
  - Technikum Ekonomiczno - Hotelarskie
  - II Branżowa Szkoła I Stopnia
- VI Liceum Ogólnokształcące im. Zbigniewa Herberta w Bełchatowie,

inne:
- "Interlogos" s.c.
- Centrum Nauki i Bizesu "ŻAK"
- Szkoły Zaoczne i Policealne
- Zespół Szkół dla Dorosłych
- Zespół Szkół dla Dorosłych doktora Jerzego Piontek

## Szkoły policealne
- Policealna Szkoła
- Szkoła Policealna

## Szkoły wyższe
- Uniwersytet Łódzki - filia
- Politechnika Łódzka - filia
- Akademia Humanistyczno-Ekonomiczna w Łodzi - filia